# 阿特克利夫禮拜堂

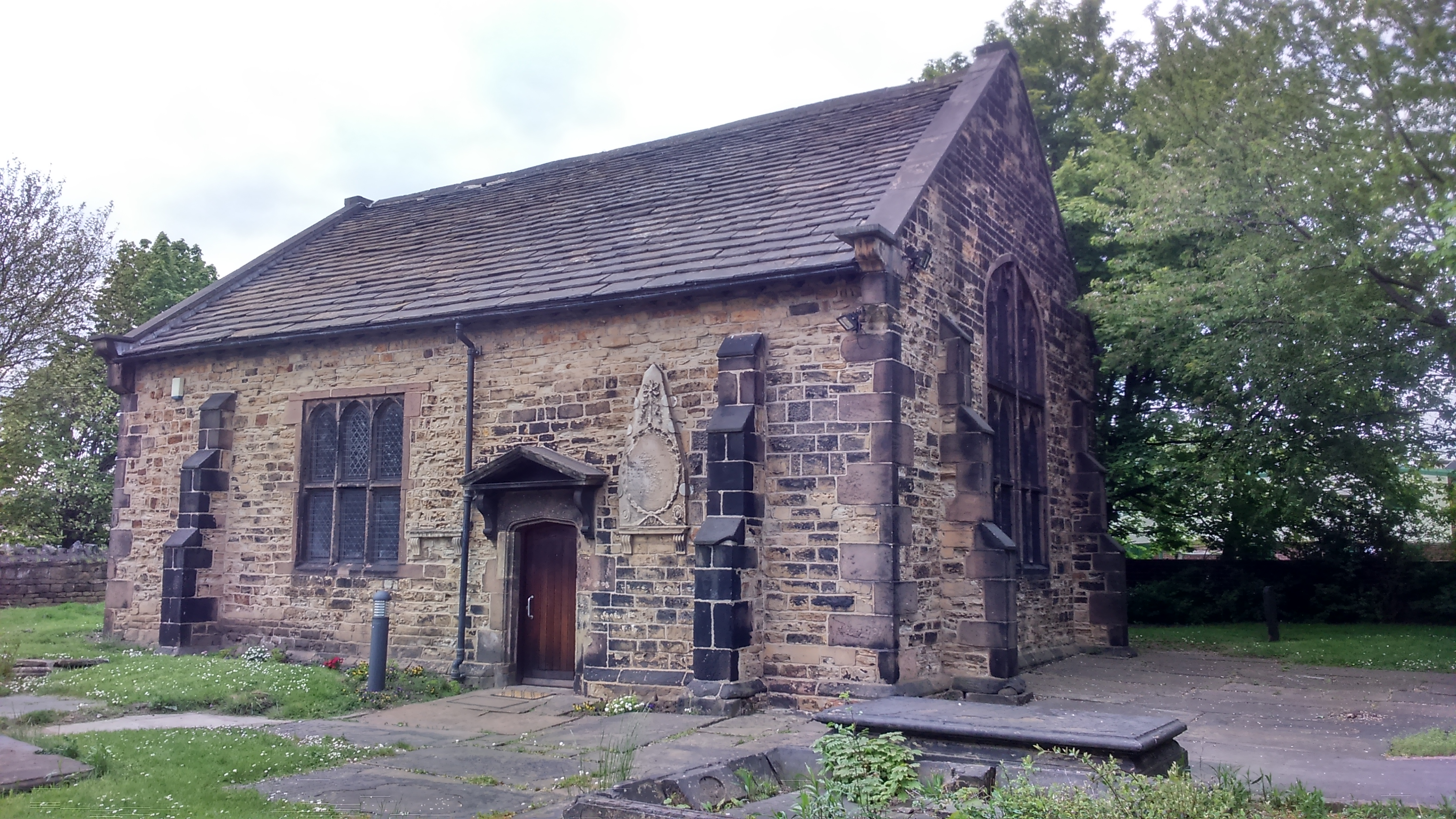
從南面看到的禮拜堂

阿特克利夫禮拜堂（英語：Attercliffe Chapel），又稱山頂禮拜堂（Hill Top Chapel），是位於阿特克利夫的一座哥德式小聖堂，現在是英格蘭南約克郡謝菲爾德的郊區。禮拜堂建於1629年，當時阿特克利夫還是一個獨立於謝菲爾德的鄉鎮，儘管同屬一個堂區。禮拜堂於1630年2月24日聖馬蒂亞斯日落成。
到了1840年代，禮拜堂僅用於葬禮服務。

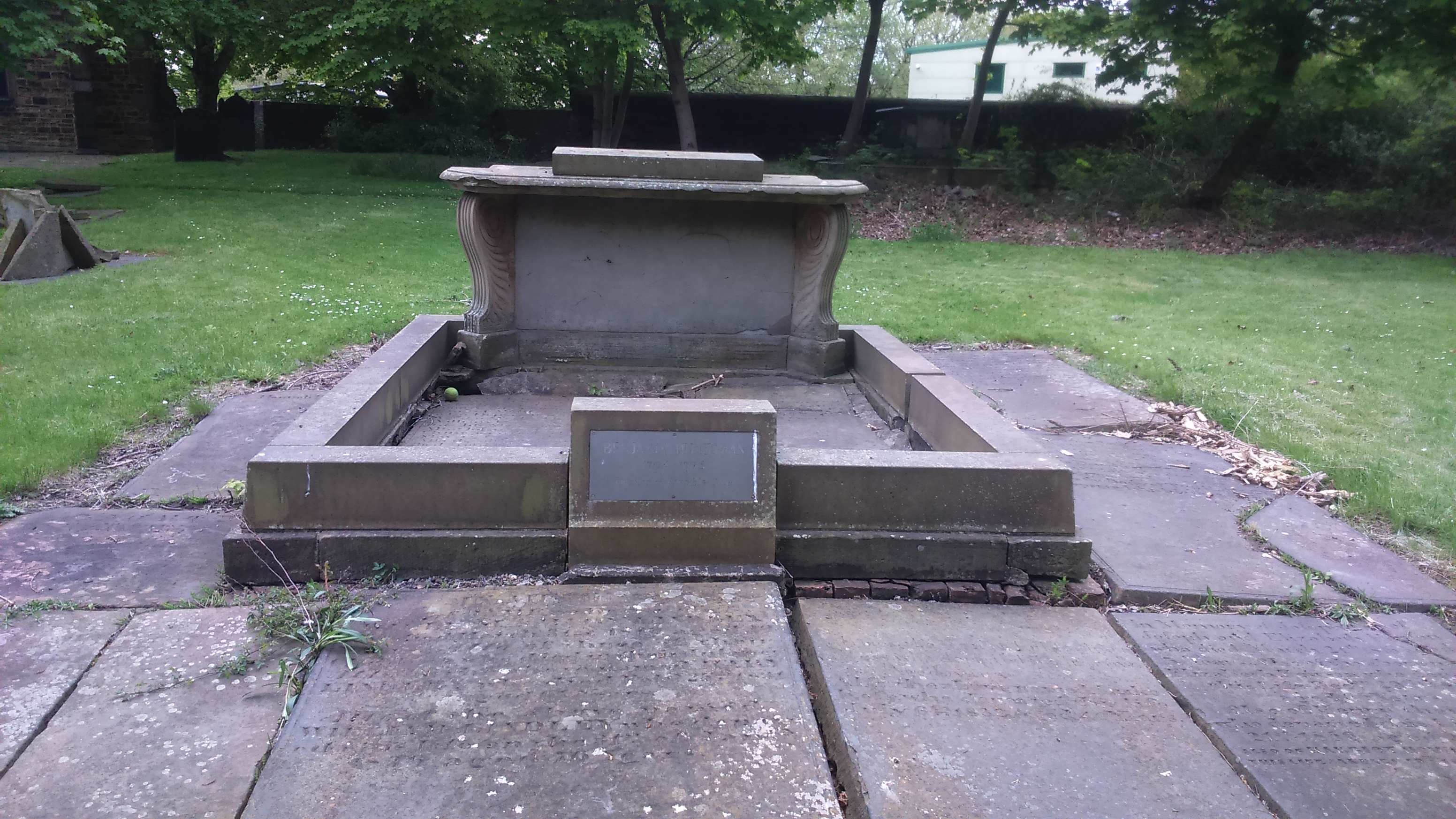
班傑明·亨茨曼之墓，位於禮拜堂墓園內

禮拜堂位於當河南岸，周圍環繞著墓地，大部分重建於1909年，但仍保留了當時的風貌。它被列為二級保護建築。
截至2014年，英格蘭和威爾斯福音長老教會謝菲爾德會眾在教會聚會。

## 知名墓地
- 班傑明·亨茨曼，發明家
- 威廉·斯塔尼福斯（英语：William Staniforth），外科醫師

## 大眾文化
在伏爾泰酒館的單曲〈Sensoria〉的音樂錄影帶中，禮拜堂的外觀被用作外景地。該影片由彼得·凱爾執導，於1984年發行。